# RUOR Jerevan
RUOR Jerevan (arménsky: ՌՐՈՌ Երևան) byl arménský fotbalový klub sídlící ve městě Jerevan. Klub zanikl v roce 1994.

## Umístění v jednotlivých sezonách
Zdroj:
Legenda: Z – zápasy, V – výhry, R – remízy, P – porážky, VG – vstřelené góly, OG – obdržené góly, +/- – rozdíl skóre, B – body, červené podbarvení – sestup, zelené podbarvení – postup, fialové podbarvení – reorganizace, změna skupiny či soutěže
| Arménie (1992 – 1993) |                       |        |                                          |                                          |                                          |                                          |                                          |                                          |                                          |                                          |        |
| Sezóny                | Liga                  | Úroveň | Z                                        | V                                        | R                                        | P                                        | VG                                       | OG                                       | +/-                                      | B                                        | Pozice |
| 1992                  | Aradżin chumb         | 2      | 26                                       | 9                                        | 7                                        | 10                                       | 45                                       | 49                                       | -4                                       | 25                                       | 15.    |
| 1993                  | Aradżin chumb – sk. A | 2      | Klub se odhlásil před zahájením soutěže. | Klub se odhlásil před zahájením soutěže. | Klub se odhlásil před zahájením soutěže. | Klub se odhlásil před zahájením soutěže. | Klub se odhlásil před zahájením soutěže. | Klub se odhlásil před zahájením soutěže. | Klub se odhlásil před zahájením soutěže. | Klub se odhlásil před zahájením soutěže. | 12.    |